# Шпортпарк Ешен-Маурен
Шпортпарк Ешен-Маурен (нім. Sportpark Eschen-Mauren) — багатоцільовий стадіон в комуні Ешен, Ліхтенштейн, домашня арена ФК «Ешен-Маурен».
Відкритий у 1975 році із загальною містікстю 2 000 глядачів, із яких 500 сидячих.
Використовується в основному для проведення футбольних матчів. Є домашньою ареною для національних молодіжних футбольних команд Ліхтенштейну. До відкриття у 1998 році стадіону «Райнпарк» у Вадуці був національною і основною ареною.
Приймав матчі в рамках Юнацького чемпіонату Європи з футболу (U-19) 2003 року та Юнацького чемпіонату Європи з футболу (U-17) 2010 року.